# Charles Wardell Stiles
Pour les articles homonymes, voir Stiles.
Charles Wardell Stiles est un zoologiste américain, né le 15 mai 1867 à Spring Valley (État de New York) et mort le 24 janvier 1941.

## Biographie
Il est le fils de Samuel Martin et d’Elizabeth (née White) Stiles. Il étudie à l’Université wesleyenne dans le Connecticut de 1885 à 1886, au Collège de France de 1886 à 1887, à l’université de Berlin de 1887 à 1889, à l’université de Leipzig de 1889 à 1890 et séjourne à la Station de zoologie de Trieste en 1891 ainsi qu’à l’Institut Pasteur de Paris la même année. Il obtient son titre de docteur à Leipzig sous la direction de Rudolf Leuckart (1822-1898).
Il travaille pour le bureau de zoologie industrielle au ministère américain de l’Agriculture de 1891 à 1902. Stiles enseigne la zoologie au sein du United States Public Health Service de 1902 à 1930. Parallèlement, il enseigne la zoologie médicale à l’université de Georgetown de 1892 à 1906 et dans diverses écoles de médecine.
On lui doit des nombreux travaux sur les vers parasites. Il introduisit l’usage du microscope aux États-Unis pour le contrôle systématique de la présence de parasites dans la viande.

## Source
- James H. Cassedy (1971). Applied Microscopy and American Pork Diplomacy: Charles Wardell Stiles in Germany 1898-1899, Isis: International Review devoted to the History of Science and its Cultural Influences, 62, 1 : 4-20.  (ISSN 0021-1753)
- Allen G. Debus (dir.) (1968). World Who’s Who in Science. A Biographical Dictionary of Notable Scientists from Antiquity to the Present. Marquis-Who’s Who (Chicago) : xvi + 1855 p.

Stiles est l’abréviation botanique standard de Charles Wardell Stiles.
Consulter la liste des abréviations d'auteur en botanique ou la liste des plantes assignées à cet auteur par l'IPNI, la liste des champignons assignés par MycoBank, la liste des algues assignées par l'AlgaeBase et la liste des fossiles assignés à cet auteur par l'IFPNI.